# خاویر فراگوسو
خاویر فراگوسو (انگلیسی: Javier Fragoso; ۱۹ آوریل ۱۹۴۲ – ۲۸ دسامبر ۲۰۱۴) بازیکن فوتبال اهل مکزیک بود.
از باشگاه‌هایی که در آن بازی کرده‌است می‌توان به باشگاه فوتبال آمریکا و باشگاه فوتبال پوئبلا اشاره کرد.
وی همچنین در تیم ملی فوتبال مکزیک بازی کرده‌است.